# 2966 Korsunia
2966 Korsunia (1977 EB2) là một tiểu hành tinh vành đai chính được phát hiện ngày 13 tháng 3 năm 1977 bởi N. Chernykh ở Nauchnyj.